# Major League Baseball Triple Crown
Major League Baseball Triple Crown – w Major League Baseball uzyskuje ją zawodnik, który zwyciężył w trzech klasyfikacjach statystycznych. Dla pałkarzy pod uwagę brana jest liczba home runów, run batted in oraz średniej uderzeń, zaś dla miotaczy liczba zwycięstw, strikeouts, oraz ERA. 

## Pałkarze

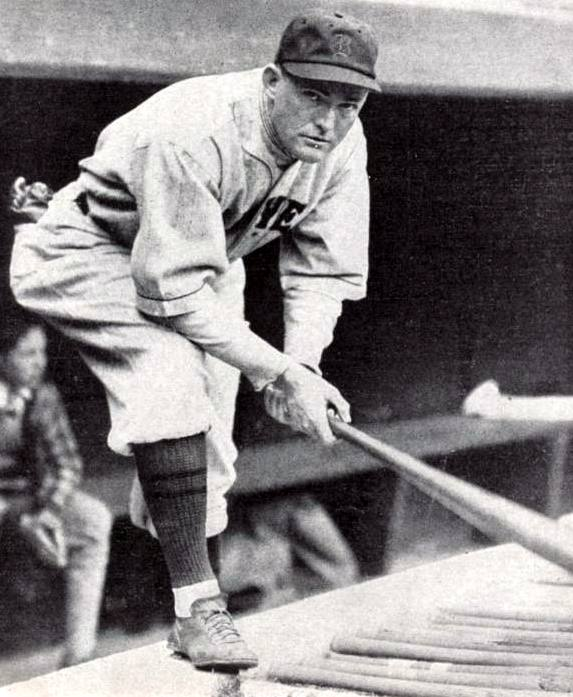
Rogers Hornsby zdobył dwie Potrójne Korony w National League.

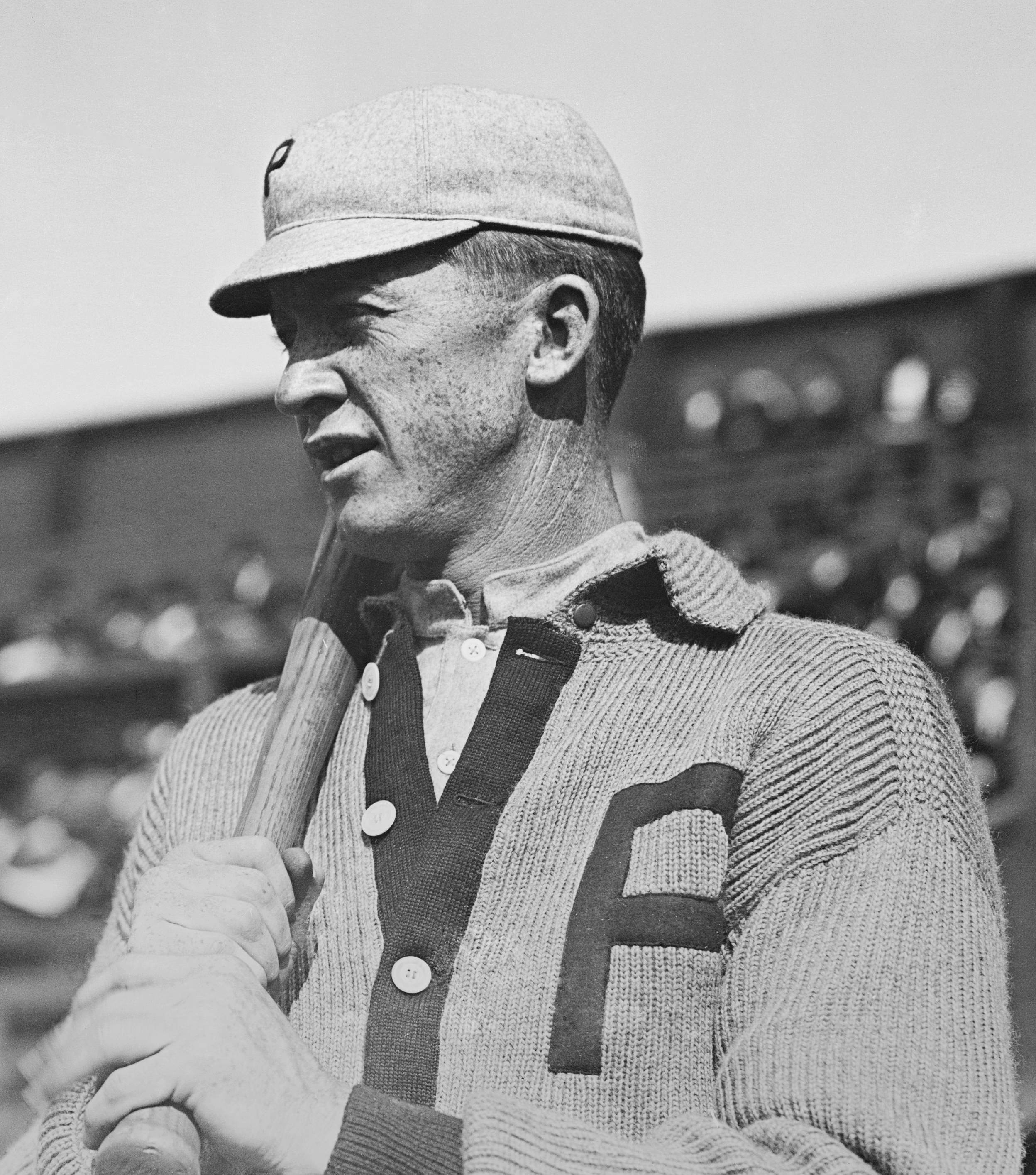
Grover Cleveland Alexander zdobył Potrójną Koronę trzykrotnie w dwóch różnych klubach.

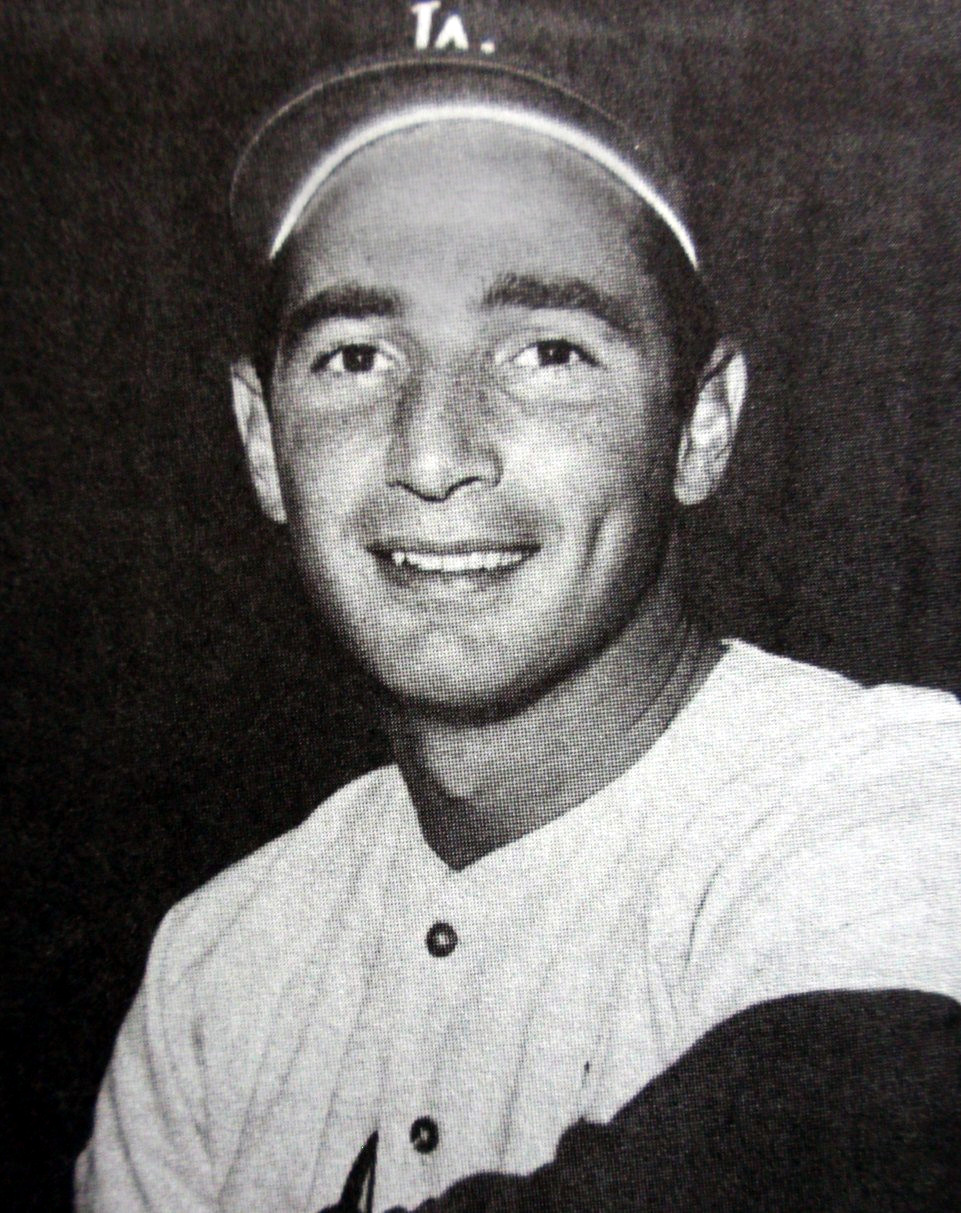
Sandy Koufax zdobył Triple Crown trzykrotnie w ciągu czterech sezonów.

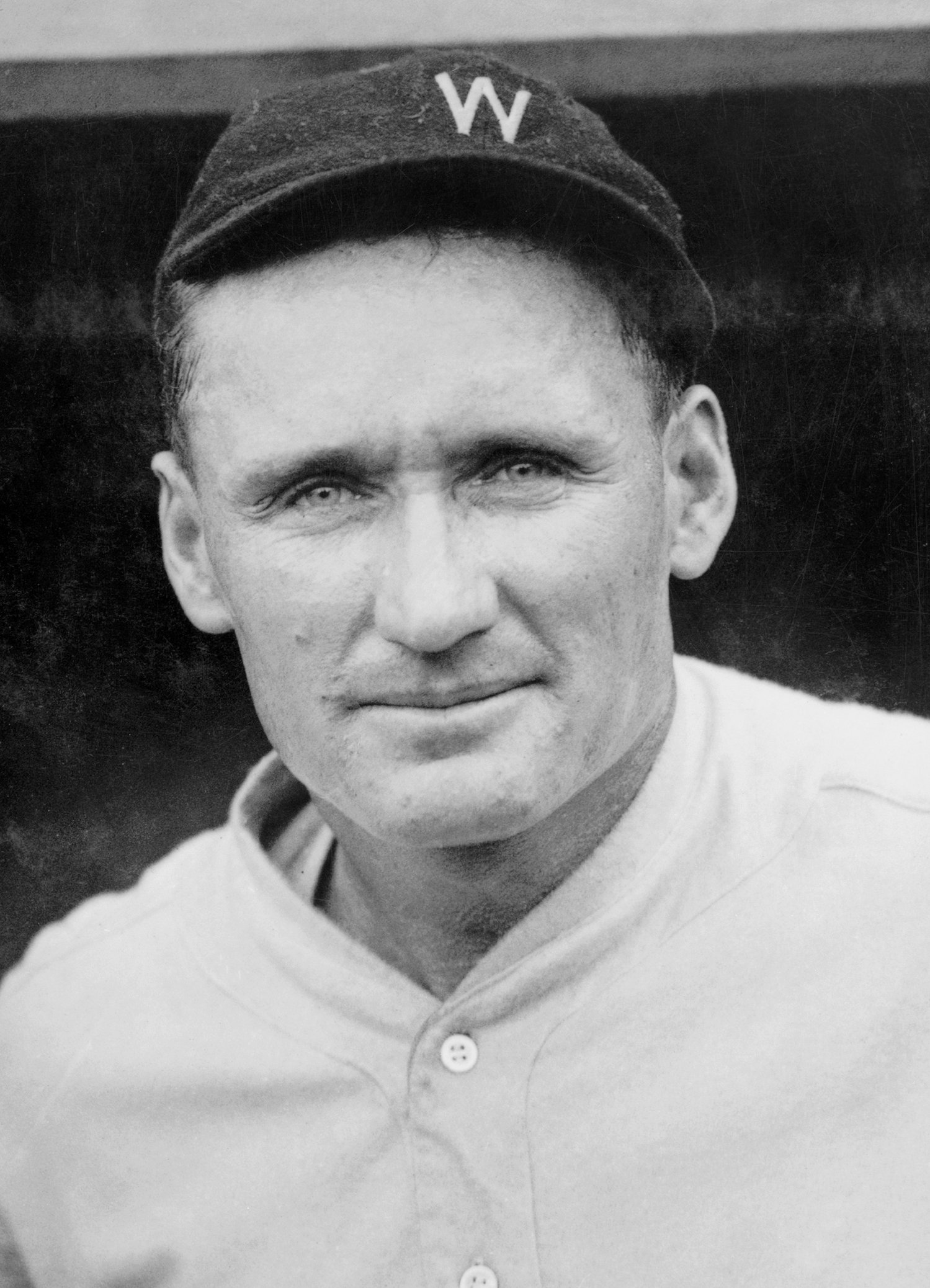
Walter Johnson – trzykrotny zdobywca Triple Crown.

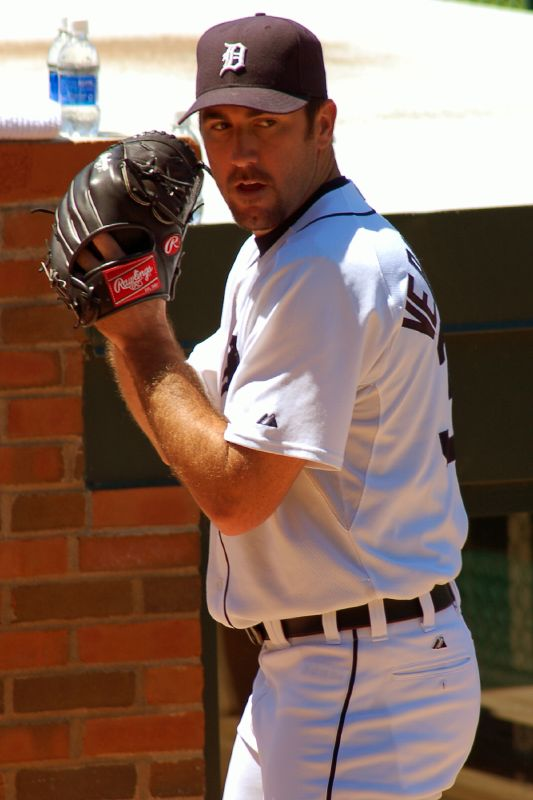
Justin Verlander zwyciężył w tej klasyfikacji w 2011 roku.

| Rok  | Zawodnik           | Pozycja          | Klub                   | Liga | HR  | RBI  | AVG    | Źródło        |
| ---- | ------------------ | ---------------- | ---------------------- | ---- | --- | ---- | ------ | ------------- |
| 1878 | Paul Hines         | środkowozapolowy | Providence Grays       | NL   | 4   | 50   | 0,358  | [ 3 ]         |
| 1887 | Tip O'Neill        | lewozapolowy     | St. Louis Browns       | AA   | 14  | 123  | 0,435  | [ 4 ]         |
| 1894 | Hugh Duffy #       | środkowozapolowy | Boston Beaneaters      | NL   | 18  | 145  | 0,440  | [ 5 ]         |
| 1901 | Nap Lajoie #       | drugobazowy      | Philadelphia Athletics | AL   | 14  | 125  | 0,426  | [ 6 ]         |
| 1909 | Ty Cobb #          | prawozapolowy    | Detroit Tigers         | AL   | 9*  | 107* | 0,377* | [ 7 ] [ 8 ]   |
| 1922 | Rogers Hornsby #   | drugobazowy      | St. Louis Cardinals    | NL   | 42  | 152  | 0,401  | [ 9 ]         |
| 1925 | Rogers Hornsby #   | drugobazowy      | St. Louis Cardinals    | NL   | 39* | 143* | 0,403* | [ 10 ] [ 11 ] |
| 1933 | Jimmie Foxx #      | pierwszobazowy   | Philadelphia Athletics | AL   | 48  | 163  | 0,356  | [ 12 ]        |
| 1933 | Chuck Klein #      | prawozapolowy    | Philadelphia Phillies  | NL   | 28  | 120  | 0,368  | [ 13 ]        |
| 1934 | Lou Gehrig #       | pierwszobazowy   | New York Yankees       | AL   | 49* | 165* | 0,363* | [ 14 ] [ 15 ] |
| 1937 | Joe Medwick #      | lewozapolowy     | St. Louis Cardinals    | NL   | 31  | 154  | 0,374  | [ 16 ]        |
| 1942 | Ted Williams #     | lewozapolowy     | Boston Red Sox         | AL   | 36* | 137* | 0,356* | [ 17 ] [ 18 ] |
| 1947 | Ted Williams #     | lewozapolowy     | Boston Red Sox         | AL   | 32  | 114  | 0,343  | [ 19 ]        |
| 1956 | Mickey Mantle #    | środkowozapolowy | New York Yankees       | AL   | 52* | 130* | 0,353* | [ 20 ] [ 21 ] |
| 1966 | Frank Robinson #   | prawozapolowy    | Baltimore Orioles      | AL   | 49  | 122  | 0,316  | [ 22 ]        |
| 1967 | Carl Yastrzemski # | lewozapolowy     | Boston Red Sox         | AL   | 44  | 121  | 0,326  | [ 23 ]        |
| 2012 | Miguel Cabrera     | trzeciobazowy    | Detroit Tigers         | AL   | 44  | 139  | 0,330  | [ 24 ]        |

## Miotacze
| Rok  | Zawodnik                     | Klub                   | Liga | ERA   | W   | K    | Ref(s)        |
| ---- | ---------------------------- | ---------------------- | ---- | ----- | --- | ---- | ------------- |
| 1877 | Tommy Bond                   | Boston Red Caps        | NL   | 2,11  | 40  | 170  | [ 25 ]        |
| 1884 | Guy Hecker                   | Louisville Colonels    | AA   | 1,80  | 52  | 385  | [ 26 ]        |
| 1884 | Charles Radbourn #           | Providence Grays       | NL   | 1,38  | 59  | 441  | [ 27 ]        |
| 1888 | Tim Keefe #                  | New York Giants        | NL   | 1,74  | 35  | 335  | [ 28 ]        |
| 1889 | John Clarkson #              | Boston Beaneaters      | NL   | 2,73  | 49  | 284  | [ 29 ]        |
| 1894 | Amos Rusie #                 | New York Giants        | NL   | 2,78  | 36  | 195  | [ 30 ]        |
| 1901 | Cy Young #                   | Boston Americans       | AL   | 1,62  | 33  | 158  | [ 31 ]        |
| 1905 | Christy Mathewson #          | New York Giants        | NL   | 1,27  | 31  | 206  | [ 32 ]        |
| 1905 | Rube Waddell #               | Philadelphia Athletics | AL   | 1,48  | 27  | 287  | [ 33 ]        |
| 1908 | Christy Mathewson #          | New York Giants        | NL   | 1,43  | 37  | 259  | [ 34 ]        |
| 1913 | Walter Johnson #             | Washington Senators    | AL   | 1,14* | 36* | 243* | [ 35 ] [ 36 ] |
| 1915 | Grover Cleveland Alexander # | Philadelphia Phillies  | NL   | 1,22* | 31* | 241* | [ 37 ] [ 38 ] |
| 1916 | Grover Cleveland Alexander # | Philadelphia Phillies  | NL   | 1,55  | 33  | 167  | [ 39 ]        |
| 1918 | Walter Johnson #             | Washington Senators    | AL   | 1,27* | 23* | 162* | [ 40 ] [ 41 ] |
| 1918 | Hippo Vaughn                 | Chicago Cubs           | NL   | 1,74  | 22  | 148  | [ 42 ]        |
| 1920 | Grover Cleveland Alexander # | Chicago Cubs           | NL   | 1,91  | 27  | 173  | [ 43 ]        |
| 1924 | Walter Johnson #             | Washington Senators    | AL   | 2,72  | 23  | 158  | [ 44 ]        |
| 1924 | Dazzy Vance #                | Brooklyn Robins        | NL   | 2,16* | 28* | 262* | [ 45 ] [ 46 ] |
| 1930 | Lefty Grove #                | Philadelphia Athletics | AL   | 2,54* | 28* | 209* | [ 47 ] [ 48 ] |
| 1931 | Lefty Grove #                | Philadelphia Athletics | AL   | 2,06* | 31* | 175* | [ 49 ] [ 50 ] |
| 1934 | Lefty Gomez #                | New York Yankees       | AL   | 2,33  | 26  | 158  | [ 51 ]        |
| 1937 | Lefty Gomez #                | New York Yankees       | AL   | 2,33  | 21  | 194  | [ 52 ]        |
| 1939 | Bucky Walters                | Cincinnati Reds        | NL   | 2,29  | 27  | 137  | [ 53 ]        |
| 1940 | Bob Feller #                 | Cleveland Indians      | AL   | 2,61  | 27  | 261  | [ 54 ]        |
| 1945 | Hal Newhouser #              | Detroit Tigers         | AL   | 1,81* | 25* | 212* | [ 55 ] [ 56 ] |
| 1963 | Sandy Koufax #               | Los Angeles Dodgers    | NL   | 1,88* | 25* | 306* | [ 57 ] [ 58 ] |
| 1965 | Sandy Koufax #               | Los Angeles Dodgers    | NL   | 2,04* | 26* | 382* | [ 59 ] [ 60 ] |
| 1966 | Sandy Koufax #               | Los Angeles Dodgers    | NL   | 1,73* | 27* | 317* | [ 61 ] [ 62 ] |
| 1972 | Steve Carlton #              | Philadelphia Phillies  | NL   | 1,97  | 27  | 310  | [ 63 ]        |
| 1985 | Dwight Gooden                | New York Mets          | NL   | 1,53* | 24* | 268* | [ 64 ] [ 65 ] |
| 1997 | Roger Clemens                | Toronto Blue Jays      | AL   | 2,05  | 21  | 292  | [ 66 ]        |
| 1998 | Roger Clemens                | Toronto Blue Jays      | AL   | 2,65  | 20  | 271  | [ 67 ]        |
| 1999 | Pedro Martínez #             | Boston Red Sox         | AL   | 2,07  | 23  | 313  | [ 68 ]        |
| 2002 | Randy Johnson #              | Arizona Diamondbacks   | NL   | 2,32  | 24  | 334  | [ 69 ]        |
| 2006 | Johan Santana                | Minnesota Twins        | AL   | 2,77* | 19* | 245* | [ 70 ] [ 71 ] |
| 2007 | Jake Peavy                   | San Diego Padres       | NL   | 2,54  | 19  | 240  | [ 72 ]        |
| 2011 | Clayton Kershaw              | Los Angeles Dodgers    | NL   | 2,28  | 21  | 248  | [ 73 ]        |
| 2011 | Justin Verlander             | Detroit Tigers         | AL   | 2,40  | 24  | 250  | [ 74 ]        |

### Legenda
| #   | Członek Galerii Sław Baseballu                   |
| *   | Zawodnik zwyciężył w klasyfikacji w Major League |
| HR  | Home runy                                        |
| RBI | Run batted in                                    |
| AVG | Średnia uderzeń                                  |
| W   | Zwycięstwa                                       |
| K   | Strikeouty                                       |
| ERA | Earned run average                               |
| NL  | National League                                  |
| AL  | American League                                  |
| AA  | American Association                             |